# Lernanthropus pupa
Lernanthropus pupa is een eenoogkreeftjessoort uit de familie van de Lernanthropidae. De wetenschappelijke naam van de soort is voor het eerst geldig gepubliceerd in 1833 door Burmeister.